# Soko 522
Soko 522 bio je jednomotorni, dvosjedni zrakoplov jugoslavenske proizvodnje namijenjen obuci pilota i lakim borbenim zadacima.

## Razvoj
Razvoj Sokola 522 započeo je zbog zamjene drvenog Utva 213 Vihora s zrakoplovom sve-metalne konstrukcije. Kako je u to vrijeme zbog američke vojne pomoći bio dostupan velik broj zvjezdastih motora Pratt & Whitney R-1340-AN-1, novi zrakoplov je izrađen kao Ikarus 213 metalne konstrukcije s Pratt & Whitney motorom.

Dizajnirao ga je tim inženjera predvođenih Šoštarićem, Marjanovićem i Čurićem u tvornici zrakoplova Ikarus u Zemunu. Nakon izrade prva dva prototipa, sva tehnička dokumentacija se prenosi u tvornicu Soko u Mostaru gdje će u konačnici biti proizvedena serija od svih 110 zrakoplova.
 
Prvi let novog zrakoplova je obavljen 19. lipnja 1955. u VOC-u (Vazduhoplovno opitni centar) s testnim pilotm Mihajlom Grbićem za kontrolama.

## Opis
Soko 522 je niskokrilac, metalne konstrukcije s stajnim trapom koji se može uvlačiti. U slučaju otkazivanja glavnog sustava hidraulike, zrakoplov ima i pomoćni ručni sustav. Gorivo je smješteno u dva spremnika koji su međusobno povezani cijevima, a moguća je ugradnja i dodatnog vanjskog spremnika.

Pokreće ga jedan američki motor Pratt & Whitney R-1340-AN-1 hlađen zrakom koji mu omogućuje maksimalnu brzinu od 333 km/h. Ima dvostruke kontrole s instrumentima za letenje u teškim vremenskim uvjetima. Za gađanje i bombardiranje tijekom obuke opremljen je ciljnikom MK-II-L.

## Operativna uporaba
Prvi serijski proizvedeni zrakoplovi uvedeni su u sastav školskih jedinica RV i PVO 23. travnja 1958. Korišteni su u Vojnoj Vazduhoplovnoj Akademiji u Zadru, te za obuku rezervnih pilota-časnika.

Proizvodnja prestaje 1961. s brojkom od 112 zrakoplova (2 prototipa + 110 serijskih).   Iz operativne uporabe su povučeni do 1978. nakon čega se dodjeljuju raznim aero-klubovima. Neki zrakoplovi su prodani stranim kupcima gdje još uvijek lete, dok je na području nekadašnje SFRJ očuvano više zrakoplova no nijedan u letnom stanju. Tri se nalaze u muzeju jugoslavenskog zrakoplovstva u Beogradu i jedan (uništeni) u Čakovcu kao eksponat na otvorenom. Ostali preživjeli su razbacani diljem bivše države.

Često se pojavljivao u ratnim filmovima koje su snimile kinematografije republika i pokrajina bivše Jugoslavije gdje je redovito igrao ulogu njemačkog lovca Focke-Wulf Fw 190.

## Tehničke karakteristike
Izvori podataka: 
Osnovne karakteristike
- posada: 2
- dužina: 8,77 m
- raspon krila: 11 m
- površina krila: 17,98 m2

Letne karakteristike
- najveća brzina: 333 km/h
- dolet: 605 km
- najveća visina leta: 5070 m
- motor: 1 x Pratt & Whitney R-1340-AN-1

Naoružanje
- naoružanje: 2 x 12,7 m M-3 mitraljeza
2 x SCAR-2,25 ili 2 x HVAR-5
4 x 25 kh bombe ili 2 x 50 kg bombe